# Brora
Brora (Schots-Gaelisch: Brùra) is een dorp in het Schotse raadsgebied Highland (lieutenancy area Sutherland).
Brora wordt bediend door een spoorwegstation op de Far North Line.

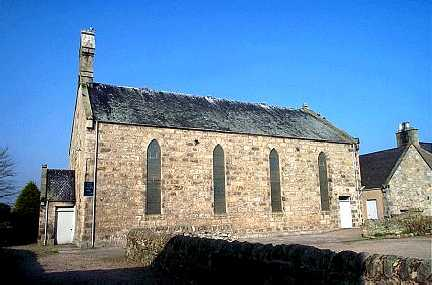
Kerkje van de Free Church of Scotland te Brora.